# Sophia Latjuba

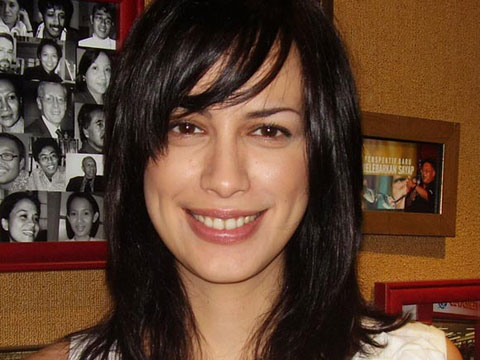

Sophia Inggriani Latjuba (Berlín, Alemania Occidental, el 8 de agosto de 1970), conocida también o simplemente Sophia. Es una actriz de telenovelas, productora de películas y cantante indonesia, de ascendencia alemana. Protagonizó en la película "Bilur-Bilur Penyesalan" en 1987, en la que ganó popularidad. Algunos de sus álbumes como solista, también contó con la colaboración a dúo con su exesposo, el cantante y pianista Indra Lesmana. Una de sus canciones titulada "Hold On", ha sido galardonado como Mejor Video Clips en Brasou, Rumania.

## Biografía
Sophia es hija de Azzizurrahman Latjuba, un indonesio javanés de etnia Bugis y de Anna Muller, una alemana-austriaca. Sophia nació en Berlín, República Federal de Alemania, el 8 de agosto de 1970. En su juventud, se trasladó a Indonesia con su padre. Más adelante allí se encontró y se reunió con su madre, ella se graduó de la Escuela Secundaria Superior de Yakarta 3.
Sophia hizo su debut cinematográfico en 1987 con Bilur-Bilur Penyesalan (Stripes of Regret), mientras cursaba la escuela secundaria. Más adelante apareció en numerosas películas, culminando con Kuldesak, dirigida aquel entonces por su hermana Mira Lesmana, lo que Sophia tuvo una participación gratuita en 1998. Durante su carrera en el cine, Sophia era considerada un símbolo sexual. Bruce Edmond, escribió sobre ella para la revista "The Jakarta Post", describiéndola como una de las "mujeres indonesias llena de fantasía" en el momento en que ella lanzaba varios álbumes, incluyendo su álbum titulado "Hanya Untukmu" (Only for you), que fue un éxito. Ganó el premio BASF, por mejor álbum discográfico del momento. 

## Vida personal
En su primer matrimonio, Sophia se casó en 1992 con el pianista de jazz Indra Lesmana, la pareja tuvo una hija llamada, Eva Celia. Su segundo matrimonio, en 2005, se casó con un estadounidense de ascendencia hispana llamado Michael A. Villarreal, con quien tuvo otra hija.

## Filmografía
- Bilur-Bilur Penyesalan (Stripes of Regret; 1987)
- Rio Sang Juara (Rio the Champion; 1989)
- Valentine Kasih Sayang Bagimu (Valentine, Some Love For You; 1989)
- Ketika Cinta Telah Berlalu (When Love has Passed; 1989)
- Pengantin (Bride; 1990)
- Taksi Juga (Taxi Too; 1991)
- Catatan Si Boy V (Boy's Diary V; 1991)
- Kuldesak (1998)

## Discografía
- Senyum Yang Hilang
- Lihat Saja Nanti
- Hanya Untukmu
- Hold On
- Kabut Di Kaki Langit
- Tak Kubiarkan